# Medzan (peuple)
Pour les articles homonymes, voir Medzan.
Les Bedzan (ou Medzan au singulier) sont une population du Cameroun. Ils représentent le plus septentrional des groupes pygmées d'Afrique centrale. 

## Ethnonymie
Selon les sources et le contexte, on observe plusieurs variantes : Bedzan, Bedzans, Medzans, pygmées Bedzan, pygmées Medzan, pygmées Tikar.

## Culture
Leur musique est constituée principalement de polyphonies vocales d'une grande complexité.

### Discographie
- Cameroun : pygmées Bedzan de la plaine Tikar, Maison des Cultures du Monde, Paris ; Auvidis, Antony, 2000 (livret d'accompagnement en ligne )